# Данило-Іванівка
Дани́ло-Іва́нівка — село в Україні, у Мелітопольському районі Запорізької області. Входить до складу Новенської селищної громади. Населення становить 746 осіб.

## Географія
Село Данило-Іванівка знаходиться на березі річки Тащенак (в основному на лівому березі), вище за течією на відстані 2,5 км розташоване селище Нове, нижче за течією на відстані 2 км розташоване село Мирне. Поруч проходить автомобільна дорога М18 (E105).

## Населення

### Мова
Розподіл населення за рідною мовою за даними перепису 2001 року:
| Мова            | Кількість | Відсоток |
| --------------- | --------- | -------- |
| українська      | 550       | 73.73%   |
| російська       | 194       | 26.01%   |
| болгарська      | 1         | 0.13%    |
| інші/не вказали | 1         | 0.13%    |
| Усього          | 746       | 100%     |

## Історія
До революції на місці Данило-Іванівки існував німецький хутір, закладений Йоганном Корнісом, однак, до теперішнього часу ніяких споруд від хутора не збереглося. На хуторі було розвинене скотарство. Так, в 1834 році тут налічувалося 3500 голів іспанських овець.
На карті 1858 року на місці Данило-Іванівки відзначене село Іванівка.
Під час Другої світової війни село було звільнене в 1943 році.
Поруч з Данило-Іванівкою в післявоєнні роки знаходилося село Павлівка, яке пізніше було приєднано до Данило-Іванівки. У 1952 році село ще не було підключено до електромережі, і в Павлівці стояла власна вітрова електростанція, що давала електрику насоса, який качав воду на ферму.
Данило-Іванівка була центром Данило-Іванівської сільської ради Мелітопольського району до 13 серпня 1964 року, коли центр сільради був перенесений в селище Нове.
Данило-Іванівка входила в колгосп „Зоря“, центральна садиба якого розміщувалася в селищі Новому. Колгосп обробляв 7803 га сільськогосподарських угідь, у тому числі 6 183 га орної землі, і спеціалізувався на вирощуванні зернових, баштанних і кормових культур, м'ясо-молочному тваринництві, також садівництві, овочівництві та вівчарстві.
Після розпаду СРСР інфраструктура села ремонтувалася недостатньо, що в 2000-і роки призвело до незадовільної якості доріг, відсутності освітлення на вулицях. Сільський клуб прийшов в аварійний стан і був закритий. Закрився дитячий садочок, і силами батьків проводилися роботи по його відновленню.
У 2004 році в село був проведений водопровід. У 2009 Данило-Іванівка була газифікована.
До 2019 року було у складі Новенської сільської ради.

## Економіка
- «Димура», ПП.
- «Герон», ТОВ.

## Об'єкти соціальної сфери
- Школа. Данило-Івановська загальноосвітня школа I—III ступенів розташована за адресою вул. Леніна, 21а. У школі 11 класів, 102 учня і 30 співробітників. Директор Шляхтін Людмила Василівна[8]. Початкова школа у Данило-Іванівці вперше відкрилася в 1927 році. Першою вчителькою в ній була Ганна Йосипівна Шовкопляс[9]. В даний час профілем школи є українська мова[8]. На районних олімпіадах найбільш високих результатів учні також домагаються з української мови та літератури[10].
- Філія бібліотеки. Адреса: вул. Леніна[джерело?], 40.

## Пам'ятки
За кілометр на північний схід від Данило-Іванівки збереглася стара мощена дорога Мелітополь — Якимівка, по якій проходив шлях з Москви в Крим, поки за 800 метрів на північний схід від неї не була прокладена нова автомагістраль.
Між старою дорогою і річкою Тащенак знаходиться старий сад шовковиці.
У 2011 році в селі був закладений новий парк.

## Відомі уродженці
- Федоренко Олександр Михайлович (народ. 1937) — доктор хімічних наук (15.12.1992 р) — професор (22.06.2000 р), кафедра фізичної та аналітичної хімії Таврійський національний Університет ім. Вернадського.

## Цікаві факти
В України 14 населених пунктів з назвою Данилівка та 123 населених пункти з назвою Іванівка, але Данило-Іванівка — тільки одна.